# Acaena argentea
Acaena argentea é uma espécie de rosácea do gênero Acaena, pertencente à família Rosaceae.